# 阿爾維德·林德曼
阿爾維德·林德曼（瑞典語：Salomon Arvid Achates Lindman），(1862年9月19日—1936年12月9日) ，瑞典海军少将、实业家和保守派政治家。他是1912年和1935年期间的右翼大选联盟（Allmänna valmansförbundet）领袖，1917年担任外交大臣。1906年到1911年和1928年到1930年两次担瑞典首相。
林德曼出生在乌普萨拉（Uppsala），1882 - 92年在瑞典海军服役，1907年在海军预备队晉任海军少将。1892年到1903年担任Iggesunds Bruk公司的总裁，1903年到1923年担任Strömbacka bruks AB的总裁。1904年，他也成为瑞典电报和电话公司Televerket的总裁。1905年开始政治生涯，出任海防部长。1906年卡尔·斯塔夫的自由党内阁因普选权的问题下台后，提名林德曼为继任首相。1909年因政治和经济上的问题导致大罢工。虽然罢工失败，林德曼政府在国王表面上支持下被允许继续掌权到1911年。
1928年激烈的选举活动后，社会民主党因与一些共产党人组成了联合政府而在选举中遭受巨大的损失，林德曼组成少数右翼政府。政府于1930年辞职。
林德曼1936年12月9日死于飞机失事，他乘坐的道格拉斯DC-2在伦敦南部的克罗伊登机场起飞后不久坠毁在浓雾中。
林德曼与Annie Almström在1888年结婚，有三个孩子。他是亚历克斯·林德曼的堂弟。